# Rolf Schock
Rolf Günther Gustav Schock (né le 5 avril 1933 à Cap-d'Ail, et mort le 5 décembre 1986 à Berlin) est un philosophe, logicien et artiste suédois-américain. Une fondation portée par une partie de sa succession attribue, depuis 1993 le Prix Schock dans quatre disciplines.

## Formation
Rolf Günther Gustav Schock, fils d'Adolf Gustav Schock et de son épouse Caroline Pauline, (née Luce), est issu d'une famille allemande qui s'est installée en France en 1931 et qui a ensuite émigré aux États-Unis via Lisbonne. Son père Adolf Schock, un héros de guerre allemand de la Première Guerre mondiale, était multimillionnaire au moment de la naissance de Rolf. Il était propriétaire d'une grande entreprise de produits alimentaires en Allemagne ; pendant le Troisième Reich, il a notamment refusé de licencier les Juifs qui travaillaient pour lui. Adolf Schock est également décrit comme ayant ouvertement critiqué Hitler. La famille avait également une maison en Allemagne. Lors d'une visite en Allemagne, où Adolf Schock dirigeait son entreprise, alors que Rolf avait quatre ou cinq ans, Hermann Göring  avertit son vieil ami Adolf Schock que la Gestapo allait arriver avant l'aube. La famille s'enfuit immédiatement, et part à Lisbonne et de là aux États-Unis.
À New York, Rolf et son frère fréquentent d'abord une école française sur Park Avenue, à Manhattan. Plus tard, la famille déménage dans le New Jersey. Pour sa dernière année d'école, à partir de l'automne 1950, Rolf fréquente la Trinity School (en).
Rolf devient citoyen américain et prend le nom Roy Gunther Schock. Il étudie la géologie, les mathématiques et la philosophie à l'Université du Nouveau-Mexique à Albuquerque. En 1955, il obtient un Bachelor of Arts (BA) en géologie.
Il poursuit des études postgraduées en philosophie à l'université de Californie, d'abord sous Donald Kalish (de)  et Rudolf Carnap à l'Université de Californie à Berkeley, ensuite à l'Université de Californie à Los Angeles, mais sans arriver à obtenir un Ph. D.. Il s'intéresse alors aux idées du philosophe Richard Montague, dont les interrogations logiques et leur utilité pour la philosophie l'occuperont sa vie durant.

## Parcours
En 1960, Schock part pour la Suède. Il poursuit ses études à l'université de Stockholm et il obtient en 1964 une maîtrise (en suédois : Fil. lic.). En 1968, il obtient un doctorat à l'université d'Uppsala en logique non classique sur une thèse intitulée Logics without Existence Assumptions, portant sur la « logique libre », terme défini par Karel Lambert (en). Même si ce doctorat le qualifie pour un emploi de professeur, aucun tel poste ne lui est proposé. Il est pendant une brève période lecteur à Uppsala et à Stockholm, puis chercheur indépendant à l'Institut royal de technologie (Kungliga Tekniska högskolan ou KTH). Parallèlement, il poursuit des études au Konstfack, l'école d'arts, de l'artisanat et du design de Stockholm, et dévient un peintre et photographe passionné. En 1979 a lieu une exposition de ses travaux dans une galerie de Stockholm.
Malgré ces revers, Rolf Schock s'est toujours passionné pour la philosophie et la logique, mais aussi pour l'art et la musique. Il était un photographe amateur passionné qui a pris un grand nombre de photos lors de ses voyages en Afrique, en Nouvelle-Zélande et en Europe. Il a conservé son intérêt pour la géologie tout au long de sa vie. La fortune dont il a hérité à la mort de son père au milieu des années 1960 lui a permis d'entreprendre de nombreux voyages à travers le monde, tout en conservant son style de vie spartiate en Suède. 
Il meurt en décembre 1986 lors d'une tentative de réparation de sa Land Rover à Berlin. Il est inhumé au Luther-Friedhof (de) de la Malteserstraße à Berlin.

## Travaux
Schock publie des travaux sur la logique et la philosophie des sciences, parmi lesquels plusieurs livres et de nombreux articles dans des revues scientifiques, cités dans diverses revues. En revanche, sa tentative de réfuter la théorie de la relativité d'Albert Einstein par des arguments logiques n'a pas eu d'échos. 
Malgré ses revers, Rolf Schock s'est toujours passionné pour la philosophie et la logique, mais aussi pour l'art et la musique. Il s'est essayé à la peinture et a fait une exposition dans une petite galerie de Stockholm en 1979. C'était un photographe amateur passionné qui a pris un grand nombre de photos lors de ses voyages en Afrique, en Nouvelle-Zélande et en Europe. Il a conservé son intérêt pour la géologie tout au long de sa vie. La fortune dont il a hérité à la mort de son père au milieu des années 1960 lui a permis d'entreprendre de nombreux voyages à travers le monde, tout en conservant son style de vie spartiate en Suède.
En automne 1986, Schock donne une conférence en URSS sur la logique libre basée sur sa thèse de doctorat, qui est bien accueillie.
- Logik, Almqvist & Wiksell, Stockholm, 1967, 105 pages.
- Logics without existence assumptions, Almqvist & Wiksell, 1968
- « New foundations for concept theory », Library of theoria, volume 12, CWK Gleerup, 1969
- « Quasi-connectives definable in concept theory », Library of theoria, volume 13, CWK Gleerup, 1971

## Prix Schock
Schock a hérité une fortune considérable lors du décès de son père dans le milieu des années 1960, et il avait alors décidé de donner, au moment de sa mort, la moitié à une fondation de promotion des sciences et des arts. Cette fondation distribue depuis 1993 des prix dans quatre catégories : logique et philosophie, mathématiques, arts visuels et musique. Les lauréats sont sélectionnés par l'Académie royale des sciences de Suède pour les deux premières catégories, l'Académie royale des arts de Suède, et l'Académie royale suédoise de musique.